# Шепотовичи
Шепотовичи (бел. Шапатовічы) — деревня в Ленинском сельсовете Чечерского района Гомельской области Беларуси.
В результате катастрофы на Чернобыльской АЭС и радиационного загрязнения жители (84 семьи) в 1992 году переселены в чистые места.

## География

### Расположение
В 13 км на юг от Чечерска, 37 км от железнодорожной станции Буда-Кошелёвская (на линии Гомель — Жлобин), 65 км от Гомеля.

### Гидрография
На востоке мелиоративные каналы и пойма реки Сож.

## Транспортная сеть
На автодороге Чечерск — Присно. Планировка состоит из прямолинейной улицы, ориентированной почти меридионально и застроенной двусторонне, вдоль дороги, деревянными усадьбами. Частично сгорела.

## История
Обнаруженные археологами 2 городища II века до н. э. — V века н. э. (в 0,5 км на востоке и юго-востоке от деревни), 2 поселения III-го тысячелетия до н. э. (в 0,5 км на восток от деревни) свидетельствуют о заселении этих мест с давних времён. Согласно письменным источникам известна с XVI века как селение в Речицком повете Минского воеводства Великого княжества Литовского. Упоминается в инвентаре Чечерского староства 1726 года.
После 1-го раздела Речи Посполитой (1772 год) в составе Российской империи. С 1832 года действовал трактир. В 1872 году помещик Дробышевский владел 176 десятинами земли, которые достались ему по наследству. Согласно переписи 1897 году функционировала церковь, 4 ветряные мельницы, круподёрка, 2 маслобойни. В 1909 году работали школа, винный магазин, в Дудичской волости Рогачёвского уезда Могилёвской губернии.
В 1926 году действовали почтовый пункт, начальная школа. С 8 декабря 1926 года до 30 декабря 1927 года центр Шепотовичского сельсовета Чечерского района Гомельского округа. Поблизости размещался бобровый заповедник. В 1931 году организован колхоз «Коминтерн», работали круподёрка, ветряная мельница и кузница. 69 жителей погибли на фронтах Великой Отечественной войны. Согласно переписи 1959 года входила в состав колхоза «XXIV партсъезд» (центр — деревня Себровичи). В 1991 году деревня была сожжена. Часть деревни вывезена и закопана в могильнике поблизости.

## Население
- 1848 год — 35 дворов.
- 1868 год — 63 двора, 375 жителей.
- 1880 год — 83 двора, 521 житель.
- 1897 год — 112 дворов 714 жителей (согласно переписи).
- 1909 год —750 жителей.
- 1926 год — 122 двора.
- 1959 год — 343 жителя (согласно переписи).
- 1991 год — жители (84 семьи) переселены.